# Mantidactylus albofrenatus
Espèce
Synonymes
- Rana albofrenata Müller, 1892

Statut de conservation UICN

 EN  : En danger
Mantidactylus albofrenatus est une espèce d'amphibiens de la famille des Mantellidae.

## Répartition
Cette espèce est endémique de Madagascar. Elle se rencontre entre 850 et 900 m d'altitude dans deux localités, Andasibe et An'Ala,.

## Publication originale
- Müller, 1892 : Seibenter nachtrag zum Katalog der herpetologischen Sammlung des Basler Museums. Verhandlungen der Naturforschenden Gesellschaft in Basel, vol. 10, p. 195-215 (texte intégral).